# Janez Krstnik Mesar
Janez Krstnik Mesar (tudi Janez Krstnik Messari), slovenski rimskokatoliški duhovnik, jezuit in misijonar, * 12. avgust 1673, Mesarji pri Braniku, † 15. junij 1723, Hanoj.

## Življenje in delo
Rodil se je v preprosti kmečki družini v zaselku Mesarji pri Rihemberku (zdaj Branik) staršema Mihaelu in Feliciti Štubelj. V Gorici je po končani gimnaziji (1687–1692) študiral logiko (1692–1693) in filozofijo (1693–1695). Nadaljeval je s teološkimi študiji v Gradcu (1695–1699) in bil leta 1699 posvečen posvečen v duhovnika. Po posvetitvi je opravljal službo stolnega kaplana. 7. decembra 1701 se je pridružil jezuitskemu redu in leta 1703 zaključil noviciat. Zaprosil je za odhod v misijone, vendar je dovoljenje za to prejel šele leta 1705. Med čakanjem na dovoljenje je služboval v jezuitskih kolegijih v Gorici (1704) in na Reki (1705). Leta 1706 je odpotoval v Cádiz (Španija), kjer se je vkrcal na ladjo proti Makavu na Kitajskem. Prispel je leta 1707 in deloval na jugu Kitajske do leta 1712. Načrtoval je, da bo začel misijonarsko delo v Cochinchina v osrednjem Vietnamu, vendar se je bil primoran vrniti v Makav. Leta 1715 se je odpravil v Tonkin na severu Vietnama, kjer je želel nadaljevati svoje misijonarsko delo, vendar je leta 1722, med preganjanjem kristjanov, postal ujetnik. Več mesecev so ga vodili iz enega sodišča na drugo, nato pa so ga vkovali v kletko. Zaradi bolezni in izčrpanosti je umrl mučeniške smrti. Ohranjeno pismo, ki ga je Mesar napisal 19. junija 1715 v Tonkingu, opisuje kitajske običaje. Pismo je bilo pozneje objavljeno v delu Der neue Welt-Bott I/6 (Augsburg, 1728).